# ديفيد بيرسون (أمين مكتبة)
ديفيد بيرسون (بالإنجليزية: David Pearson)‏ هو أمين مكتبة بريطاني، ولد في 1955.